# Gnathostenetroididae
Gnathostenetroididae es una familia de isópodos.

## Géneros
- Caecostenetroides Fresi & Schiecke, 1968
- Gnathostenetroides Amar, 1957
- Maresiella Fresi & Scipione, 1980
- Neostenetroides Carpenter & Magniez, 1982
- Wiyufiloides Pérez-Schultheiss & Wilson, 2021